# Ceratitidini
I Ceratitidini sono Insetti di una tribù compresa nella famiglia dei Tephritidae, sottofamiglia Dacinae  (Ditteri Brachiceri Ciclorrafi Schizofori). Comprende specie prevalentemente originarie dell'Africa, alcune cosmopolite.

## Sistematica
La tribù dei Ceratitidini comprende 12 generi con 167 specie  , di cui oltre 150 presenti o originarie dell'Africa.
Generi:
- Capparimyia, con 3 specie
- Carpophthoromyia, con 12 specie
- Ceratitella, con 8 specie
- Ceratitis, con 78 specie
- Eumictoxenus, con una specie
- Neoceratitis, con 5 specie
- Nippia, con 2 specie
- Paraceratitella, con 4 specie
- Paratrirhithrum, con una specie
- Perilampsis, con 15 specie
- Trirhithrum, con 37 specie
- Xanthorrachista, con 1 specie.